# سوه كيونج باي
سوه كيونج باي (بالكورية: 서경배)‏‏ (1963 - ) شخصية أعمال من كوريا الجنوبية.